# LM Radio
LM Radio (Lourenço Marques Radio) war eine Radiostation, die von Lourenço Marques (dem heutigen Maputo) in Mosambik aus zwischen 1933 und 1975 nach Südafrika gesendet hat. Sie wurde häufig als Radio Luxembourg von Südafrika bezeichnet.

## Einfluss
Bis in die frühen 1980er Jahre war der Rundfunk in Südafrika staatlich kontrolliert und die südafrikanische Rundfunkgesellschaft SABC war der einzige Rundfunksender. LM Radio war im privaten Besitz und bediente ein großes Publikum junger Menschen über die Übertragung von Pop- und Rockmusik, die von den SABC-Stationen kaum gesendet wurde. Viele junge südafrikanische Künstler erlebten ihr Debüt auf LM Radio über die Übertragung einer der Vielzahl an Shows, die durch das Land tourten. In LM Radio lernte außerdem eine ganze Generation von Radiosprechern und Disc Jockeys ihr Handwerk, die später auf anderen südafrikanischen oder sonstigen Stationen Karriere machten. So etwa John Berks, Gary Edwards, Frank Sanders, Robin Alexander, Darryl Jooste, George Wayne und David Gresham, die nach Anfängen bei LM Radio etwa bei Swazi Music Radio (SMR), Radio 702, Springbok Radio und anderen SABC Stationen, wie bei Triple J in Sydney erfolgreich waren.

## Geschichte
Die erste Radiostation in Lourenço Marques/Maputo ging am 18. März 1933 auf Sendung, stellte aber die Übertragung 1934 vorübergehend wegen Geldmangels ein. Der Südafrikaner G. J. McHarry trat auf den Plan und 1935 wurde der Radio Clube de Moçambique gegründet, der überwiegend auf Englisch sendete. 1947 übernahm Colonel Richard L. Meyer, ein ehemaliger Generalmanager der International Broadcasting Company von London zusammen mit John Davenport das Management von Lourenço Marques Radio. David Davies und David Gordon wurden die ersten Sprecher der neuen kommerziellen Radiostation. David Gordon wechselte 1950 zu Springbok Radio. 1948 bezog LM Radio einen neuen Vier-Stockwerke-Bau, der als  "Radio Palace" bekannt wurde. Die Station begann mit den ersten Radio-Variete-Shows Südafrikas. In den späten 1950er-Jahren wandte sich die Station mit ihrem Programm der von der staatlichen SABC vernachlässigten jungen Generation zu. LM Radio, wie es nun allgemein genannt wurde, war berühmt für die Chartsendung LM-Hitparade und spielte eine wichtige Rolle bei der Förderung junger südafrikanischer Künstler, verlor aber viel von seinem Glanz als es 1972 von SABC übernommen wurde. Am 7. September 1974 wurde die Station während eines blutigen Aufstandes in Lourenço Marques besetzt und ihre Verwaltung von Truppen der mosambikanischen Guerillabewegung Frelimo übernommen. Als nach Mosambiks Unabhängigkeit im Juni 1975 die Anlagen von LM Radio am 12. Oktober desselben Jahres verstaatlicht und die Station geschlossen wurde, ging eine Ära zu Ende. Der Platz von LM Radio wurde in Südafrika von Radio 5, später bekannt als 5FM, eingenommen.